# Samo Medved
Samo Medved, slovenski lokostrelec, * 22. marec 1962, Ljubljana.
Medved je za Slovenijo nastopil na Poletnih olimpijskih igrah 1992 v Barceloni ter na Poletnih olimpijskih igrah 1996 v Atlanti.
V Barceloni je nastpil samo v individualni konkurenci in osvojil 33. mesto.
V Atlanti je v individualni konkurenci osvojil 14. mesto, slovenska ekipa, katere član je bil, pa je osvojila 5. mesto.